# Mladen Vojičić
Mladen Vojičić, bolj znan pod vzdevkom Tifa, (rojen 17. oktobra 1960 v Sarajevu, NR Bosna in Hercegovina, FNRJ) je jugoslovanski in bosansko-hercegovski rock pevec. Širši nekdanji Jugoslaviji je postal znan po svojem kratkotrajnem bivanju kot pevec v skupini Bijelo dugme sredi osemdesetih let dvajsetega stoletja.
Poleg tega, da je bil v Bijelem Dugmetu, je z različnimi uspehi pel v številnih skupinah (najbolj znane so Teška industrija, Vatreni poljubac in Divlje Jagode). Danes Tifa vodi solo kariero.

## Zgodnja leta
Pred četrtim letom se ga je prijel vzdevek Tifa, ker je oboževal vlake in je pogosto kričal »Ide lokomotifa«, ker je imel težave z izgovorjavo črke V.
Že zelo zgodaj je začel peti. Do petega leta starosti je poznal celoten repertoar skupine Indexi. V osnovni šoli je postal oboževalec britanske skupine Sweet. Končal je srednjo šolo. Obiskoval je več fakultet Univerze v Sarajevu (strojno, arhitekturno, geodetsko), a je sčasoma vsako od njih zapustil, preden se je odločil posvetiti glasbi.

## Glasbena kariera

### Zgodnje obdobje
V svoji prvi skupini Prvi čin je igral bas kitaro. Po kakšnem mesecu se je pridružil skupini Kako kad, kjer je začel peti, ko pevec skupine nekega dne ni prišel na vajo. Čez nekaj časa je skupina razpadla, saj so vsi razen Tife izgubili zanimanje za glasbo. Njegova zadnja skupina pred odhodom v vojsko se je imenovala Paradox. V vojski je vzdrževal stike z Zlatanom Čehićem, basistom Paradoxa. Začela sta ustvarjati avdioposnetke, tako da sta si izmenjevala pošiljke z avdiokasetami s skladbami Čehića in avtorja Tife. Po vrnitvi iz vojske je izvedel, da je skupina Paradox razpadla in da se je Zlatan pridružil skupini Top, zato je besedila vzel nazaj in poiskal novo skupino, a končal v Topu. Skupina je obstajala do januarja 1983.
Vmes so se po Sarajevu razširile zgodbe o Tifovem odličnem glasu, tako da so ljudje k njemu prihajali s ponudbami, da se pridruži njihovim skupinam. To je vodilo do sodelovanja v več skupinah, od katerih nobena ni trajala dovolj dolgo, da bi dosegla kakršno koli priljubljenost. Tifa je bil kratek čas član ponovno ustanovljene skupine Teška industrija, ki je do leta 1984 uporabljala njegova besedila. Posneli so povratniški album Ponovno sa vama.

### Bijelo dugme
Medtem ko je poskušal priti v stik z Milićem Vukašinovićem, da bi se morda pridružil njegovi skupini, je leta 1984. Goran Bregović ga je povabil v Bijelo Dugme kot zamenjavo za nedavno odšelega Željka Bebeka .
Samo 24-letni Tifa ni bil dobro pripravljen na takojšnjo zvezdniško slavo, h kateri je bil namenjen. Potem ko je nekako dokončala album Bijelo dugme, se je skupina podala na, kot kaže, izjemno problematično turnejo. Zadnji Tifin nastop z Bijelim dugmem je bil 2. avgusta 1985  v Moskvi . Do oktobra 1985. Tifa je zapustil skupino.

### Pika po dugme
Na glasbeni sceni je bil njegov prvi korak v samostojni karieri duet z Željkom Bebekom za Bebekov novi projekt Armija B. Nekdanja člana Bijelega dugmeta sta celo skupaj odšla na turnejo, a se je znova izkazalo, da se Tifa ne bo dobro znašel, saj je na polovici turneje izpadel z obrazložitvijo, da vseeno ni bila uspešna.
Jeseni 1986 se je Tifa končno pridružil Miliću Vukašinoviću v Vatrenem poljupcu in z njimi posnel album "100% Rock'N'Roll".
Tifa so nato zaposlili v Divljih jagodah, kot zamenjavo za Alena Islamovića .
Potem ko je z njimi posnel en album, je skupino leta 1988 zapustil. in posneli nov material pod imenom Tifa & Vlado s klaviaturistom Vladom Prodanom (ki je pred tem igral tudi v Divljih jagodah in na "Armiji B" ). Vendar nobena založba ni pokazala zanimanja za izdajo albuma.
1989 . je uspešno izdal svoj prvi samostojni album " ", ki ga je posnel s skupino Tifa, novoustanovljeno skupino, ki jo sestavljajo glasbeniki skupin, s katerimi je že nastopal: Aleksandar Šimraga (nekoč v Topu), Vladimi Podanji (Divlje Jagode), Mustafa Čizmić (Bolero) in Veso Grumić (Top), ob pomoči Đorđa Ilijana, ki je med snemanjem v studiu igral klaviature. Tifa je napisal večino pesmi. Približno v istem času se je Tifa poskušal dogovoriti za prestop v Atomsko sklonište, ki je iskalo zamenjavo za Serđa Blažića Đoserja, a se to ni uresničilo.
V začetku devetdesetih je Tifa nastopal na koncertih z novo zasedbo skupine Tifa, v kateri je bil eden izmed članov Zlatan Čehić (sodelavec iz časa Paradoxa). Tifa je bil skupaj z Zlatanom jeseni 1990. izdal svoj drugi solo album "Samo ljubav postoji" .
Večji del obleganja Sarajeva je ostal v rojstnem kraju. V tistem vojnem obdobju se je Tifa poročil z Ljiljano Matić, dekletom, s katero je bil v zvezi od leta 1981. Tifa je leta 1995 . zapustil Sarajevo in odšel v Nemčijo . Tam se je ponovno povezal z Divljimi jagodami in nato ustanovil svojo skupino. Kmalu za tem se je vrnil v Sarajevo in nadaljeval solo kariero.
V letu 1995 Leta 2008 je delal na svojem naslednjem albumu " Dani bez tebe", na katerem je sodeloval s Seadom Lipovcem, besedilo pa je iz Londona poslal Zlatan Arslanagić .
2000 . Leta 2008 je s pesmijo Evo ima godina zmagal na festivalu Sunčane skale v duetu z Gordano Ivandić (sestro Ipeta Ivandića) in skupino Makadam .
junij 2005 . udeležil ponovnega srečanja Bijelih Dugme treh velikih poslovilnih koncertih. Leta 2013 izdal svoj sedmi samostojni album z naslovom "Spreman na sve".

## Festivali
- 2000 Sunčane skale - Evo ima godina (duet s skupino Makadam), zmagovalna pesem
- 2004 Budva - Sjaj u rosi
- 2011 Sunčane skale – Ne vjeruj nikom